# 北京貴賓樓飯店

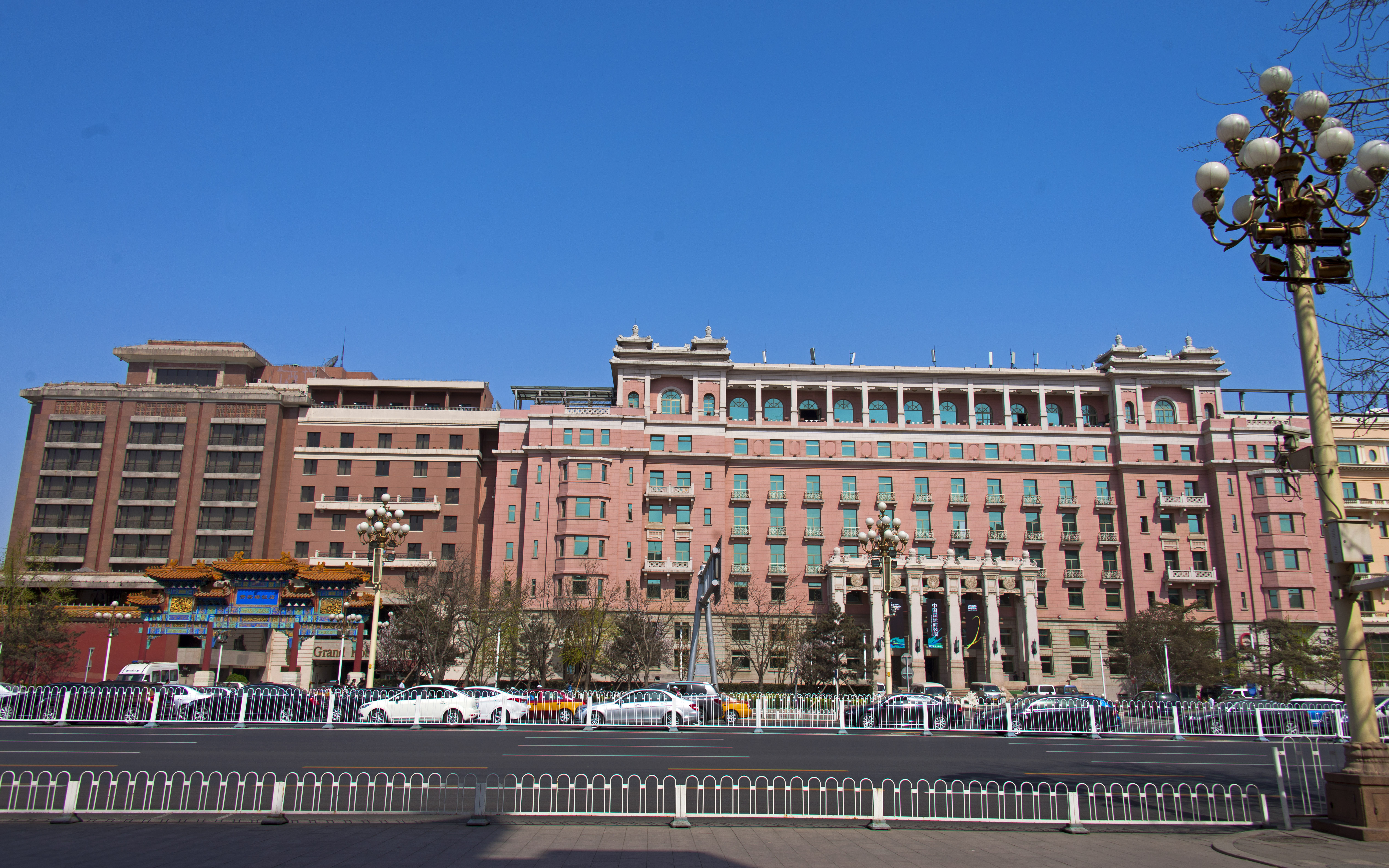
貴賓樓飯店

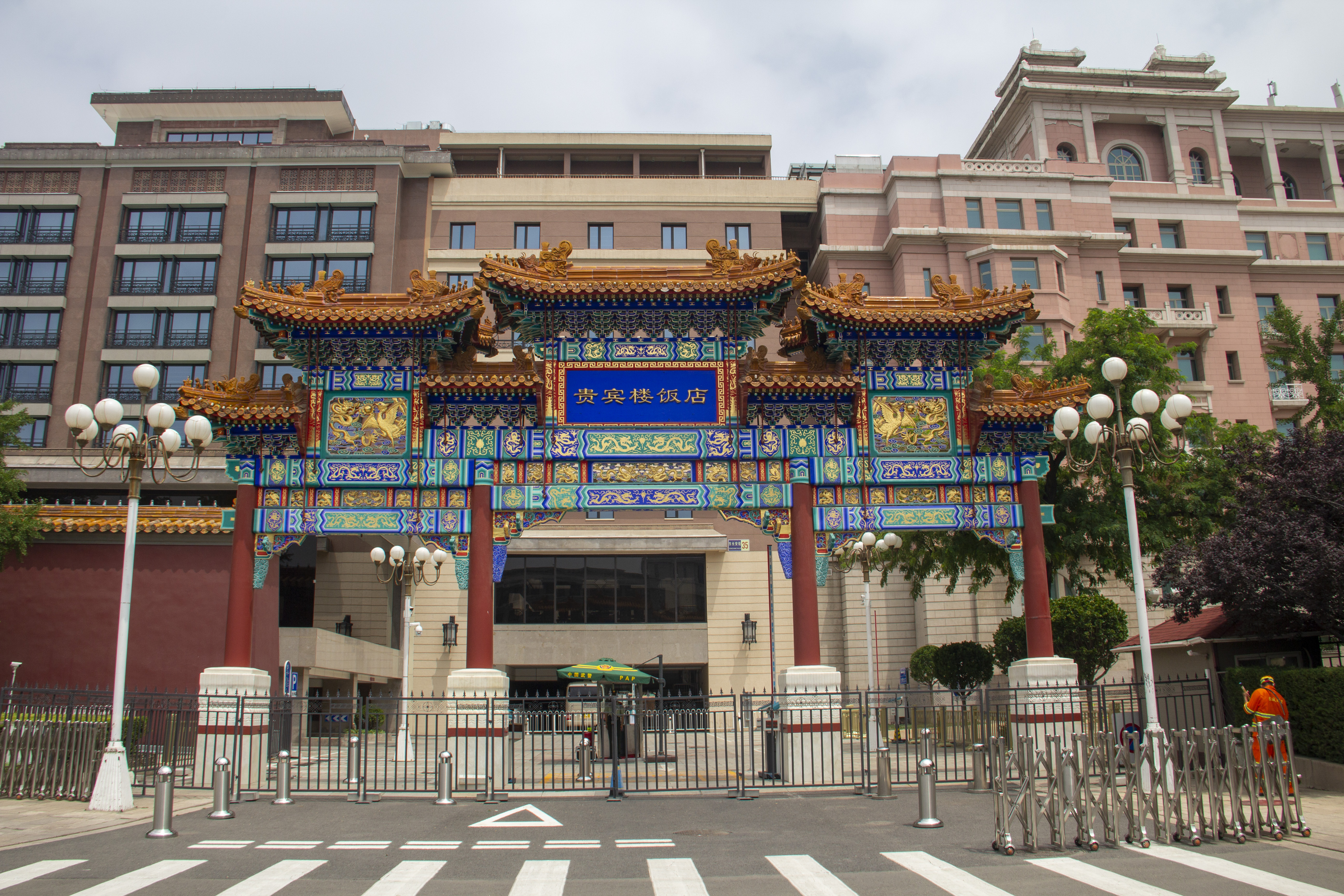
贵宾楼饭店的牌楼，位于原先的晨光街南口。图中后侧的建筑为北京饭店

北京贵宾楼饭店（Grand Hotel Beijing）位于中國北京市东城区东长安街35号，是一家五星級酒店。

## 简介
1973年，北京饭店建东楼时， 中华人民共和国国务院总理周恩来亲自参与提出意见，建议以旅游饭店为主的格局兴建东楼。这个想法在十多年后建设贵宾楼时被实现。
1990年9月22日，北京贵宾楼饭店開業。该饭店是北京首都旅游集团有限责任公司、香港霍英东投资有限公司合资建造的豪华五星级饭店，并由霍英东定名“贵宾楼”。该饭店按国际五星级饭店的标准进行设计，重点接待国内外重要政治任务。
北京贵宾楼饭店的所在地原先是清朝末年的神庙堂子。该饭店南侧为北京皇城牆的东南角，东侧连接北京饭店且中间连接部分横跨晨光街（现晨光街该段已改成该饭店内部道路），西临南河沿大街，北隔霞公府街同天安大厦相对，十分靠近紫禁城、天安門廣場及王府井大街等旅遊名勝。
北京贵宾楼饭店有限公司成立于1986年，是中外合资企业。2010年代，该公司的中方投资人是北京市北京饭店，外方投资人是德凯投资有限公司。
2010年，北京贵宾楼饭店推出红墙熟食礼盒，成为该饭店外卖畅销产品之一。后来还在饭店大楼西北侧开设了熟食外卖窗口。同时，饭店二层的御福会餐厅也改走亲民路线，新推出了整套平价百姓菜单。